# Blauwestad (project)

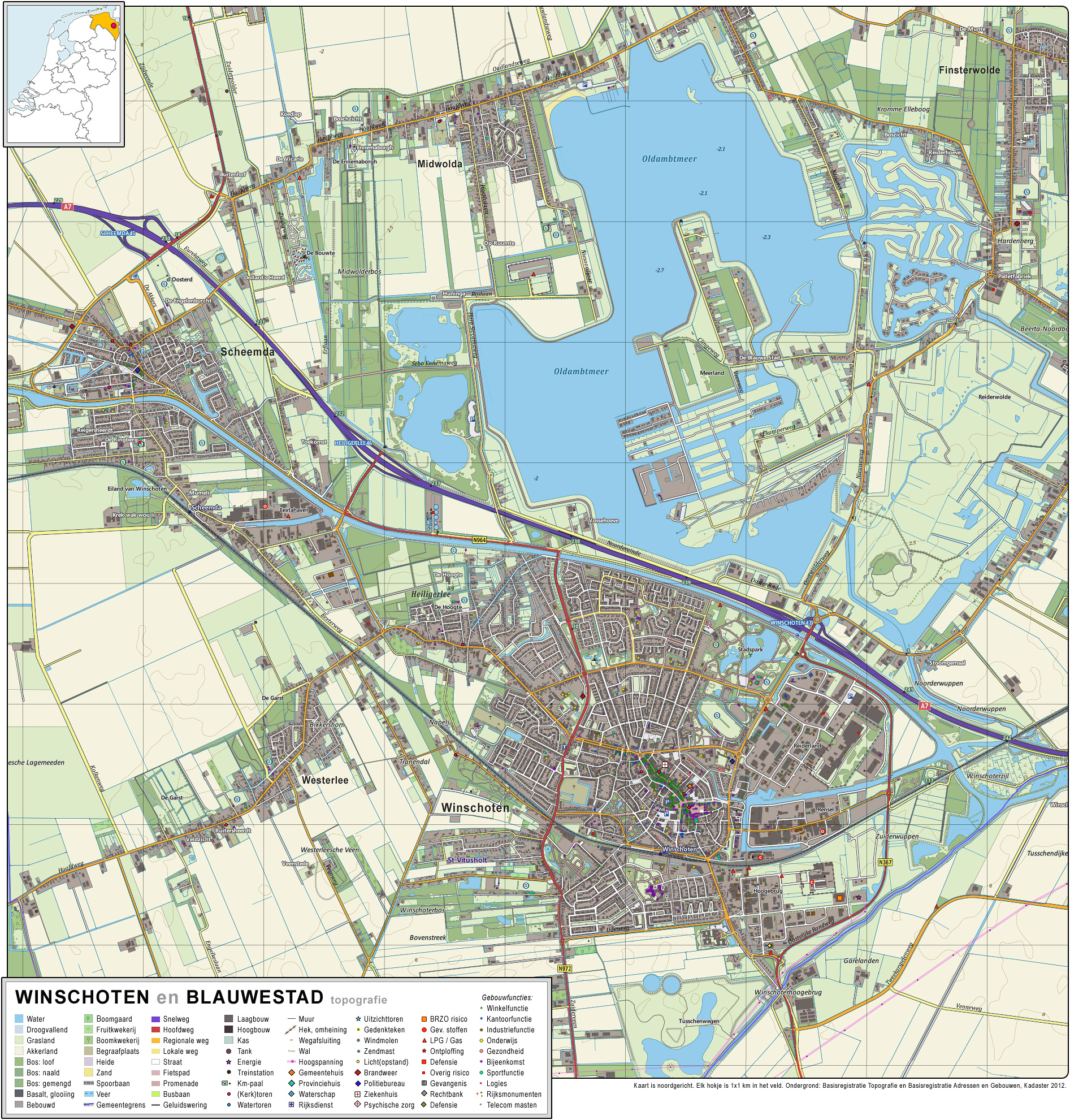
Het project Blauwestad (2011-2012)

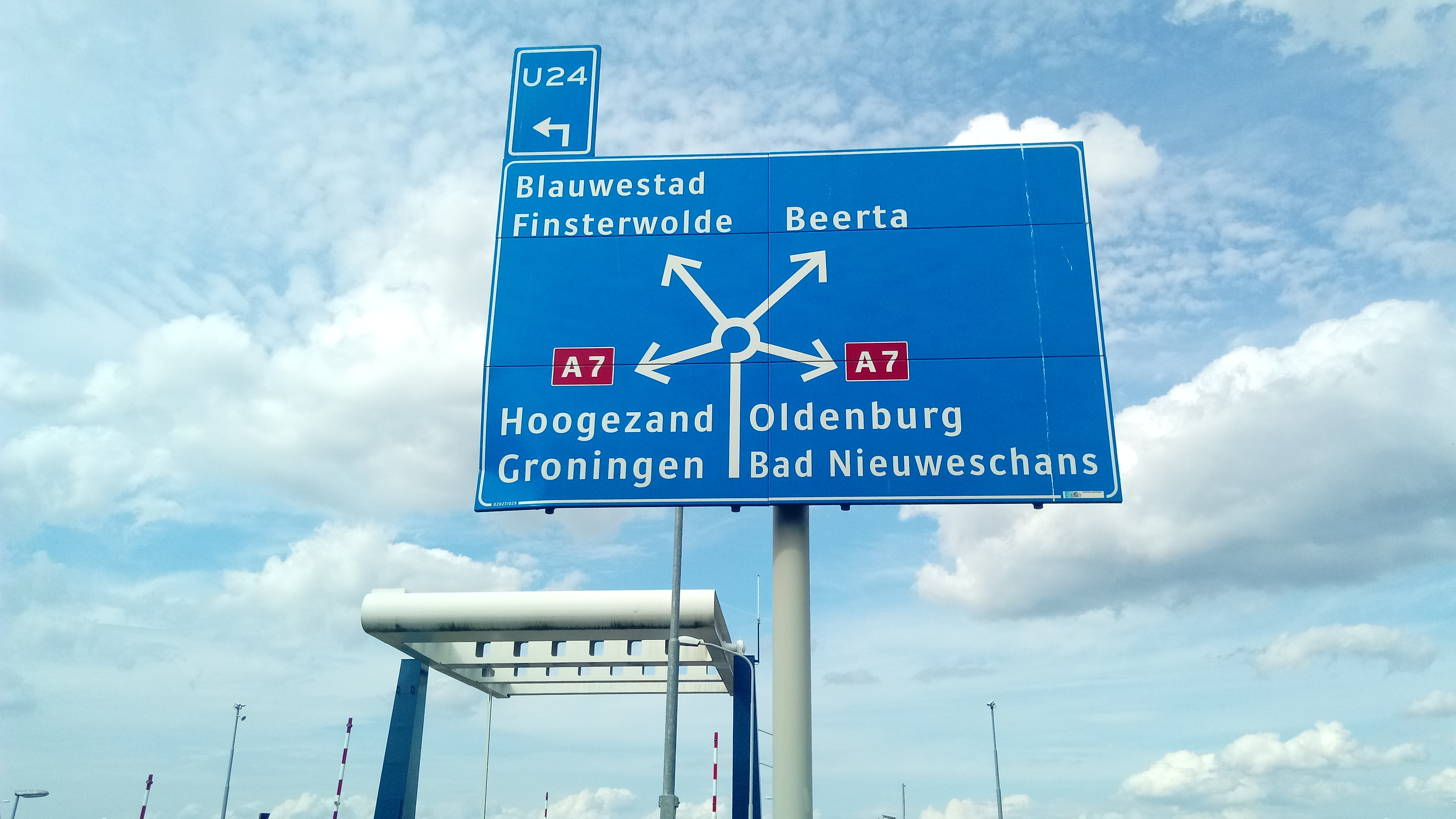
Ontsluiting van Blauwestad op de A7

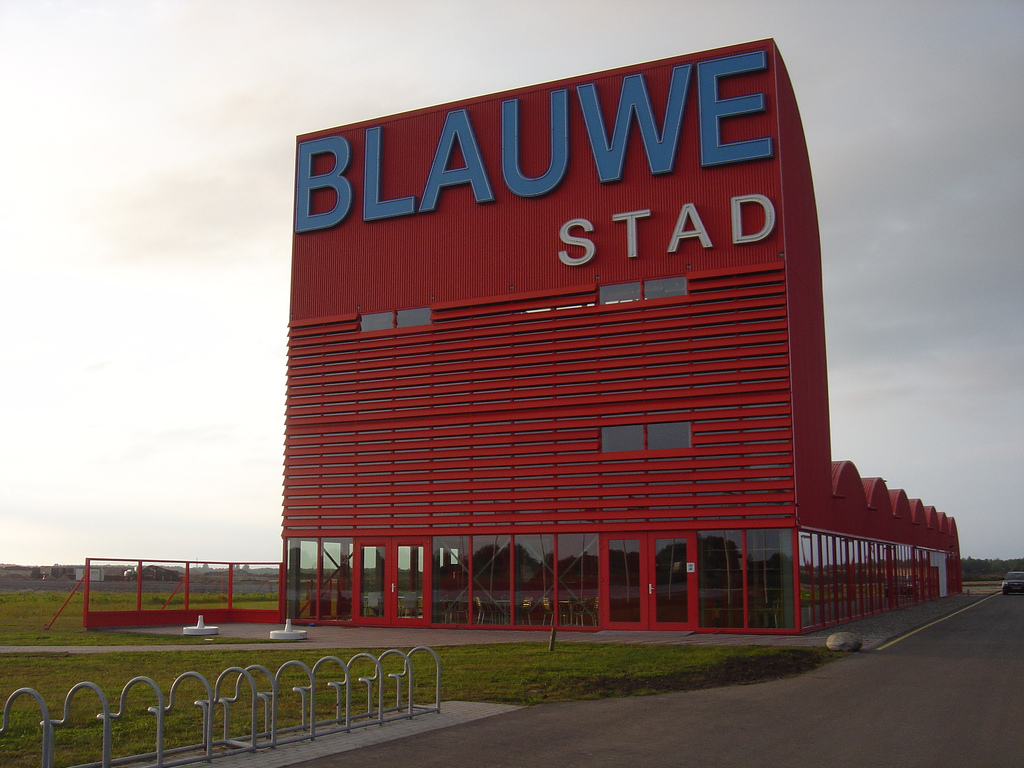
Het voormalige infocentrum, bijgenaamd 'Rode rups', dat in december 2013 gesloopt is.

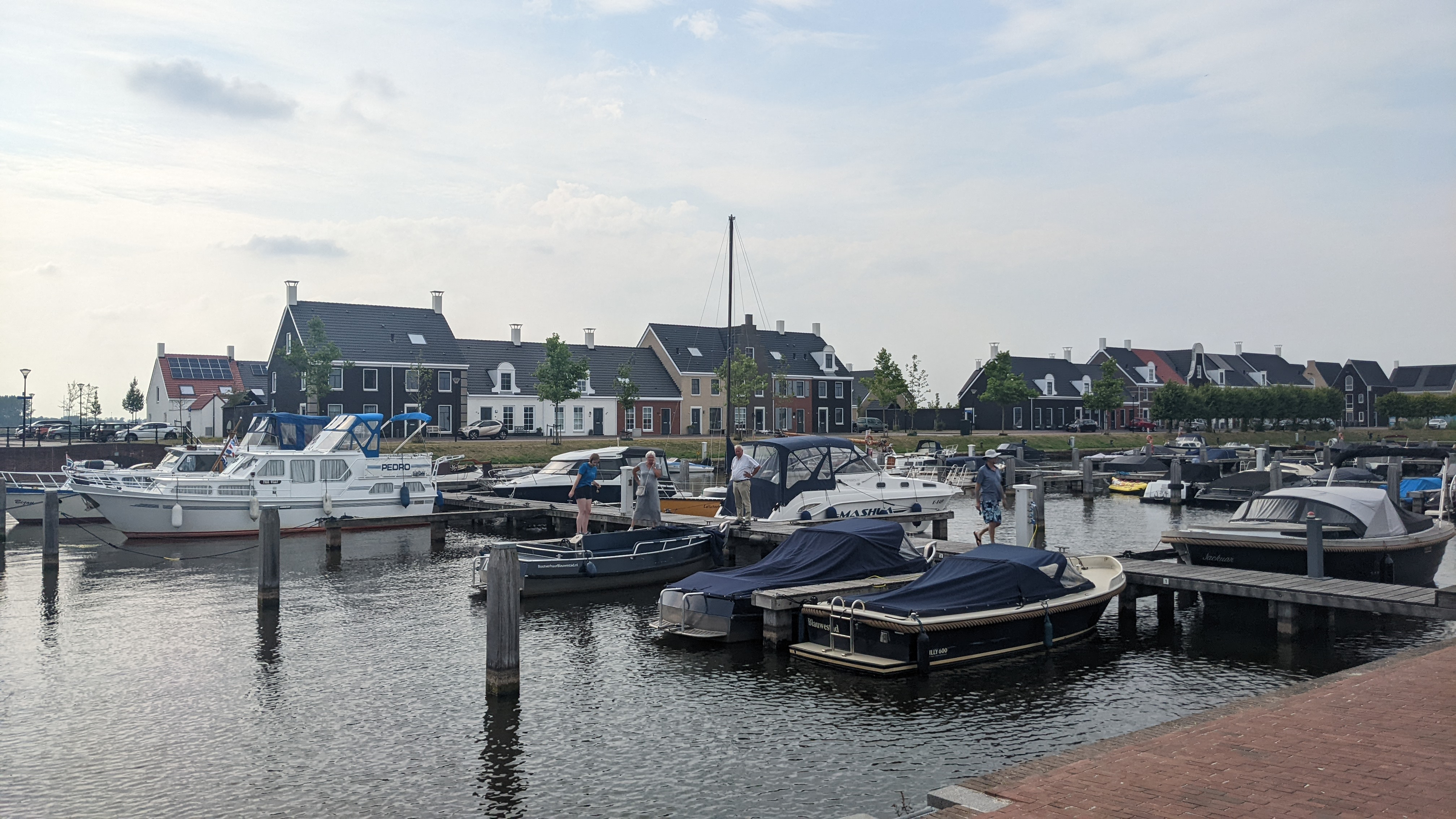
Haven en woningen in Blauwestad

Blauwestad is een gebiedsontwikkelingsproject in het oosten van de provincie Groningen. Het gebied ligt in de gemeente Oldambt in de gelijknamige landstreek en ruwweg tussen de plaatsen Winschoten, Beerta, Midwolda, Oostwold, Finsterwolde en Scheemda. Tot het project behoort ook de woonkern Blauwestad met 1.290 inwoners (1 januari 2023). Doel van het plan was om de leefbaarheid van de regio te verbeteren.  
Zowel de planvorming als de uitvoering heeft te maken gehad met diverse tegenslagen. Het uiteindelijke project wijkt in een aantal opzichten af van de eerste plannen en de voltooiing zal veel later plaatsvinden dan aanvankelijk gedacht.

## Opzet
Het project bestaat uit de volgende elementen:
- een nieuw meer van ruim 800 hectare: het Oldambtmeer
- 350 hectare nieuw natuurgebied (Rondom project Blauwestad liggen de natuurgebieden de Tjamme, Reiderwolde, het Midwolderbos (met de Midwolderplas) en de Ennemaborg.)
- recreatieve voorzieningen
- waterberging bij een te hoge waterstand (er kan vier miljoen m³ extra water in het meer bij waterberging)
- de aanleg van woonkern Blauwestad met vijf verschillende woongebieden met ieder een eigen uitstraling: De Wei, Het Park, Het Riet, Het Dorp en Het Wold, waar volgens de oorspronkelijke plannen ongeveer 1480 nieuwe woningen gebouwd zouden moeten worden. Nadat bleek dat er veel minder animo was dan verwacht, is het aantal te bouwen huizen in 2013 teruggeschroefd tot bijna 1250 en is de opleverdatum verplaatst van 2016 naar 2051.

In het midden: het oude informatiecentrum van het project Blauwestad in 2008 (vaak De Rups genoemd, gesloopt in 2013)

Na 2015 is het project sterk bijgesteld. Naast vrije kavels voor onder architectuur gebouwde vrijstaande woningen is er ook ingezet op projectmatige gebouwde woningen. Deze worden aangeboden in de deelplannen "De Wei" en "Havenkwartier". De bouw van oud-hollandse woningen nabij de havenkom in het "Havenkwartier" staat symbool voor deze projectmatige bouw. In 2021 is de laatste fase van dit project in de verkoop gegaan, het zogenaamde Arsenaal, een in een carré gebouwd complex van gezinswoningen en appartementen waarvan de bouw in 2023 gereed is gekomen.

## Geschiedenis
De eerste plannen voor aanpak van dit gebied dateren van het eind van de jaren 1980. Op dat moment liep de werkgelegenheid in de landbouw sterk terug door mechanisatie, ook in dit Oost-Groningse landbouwgebied. Ook het verlies van de strokartonindustrie zorgde voor steeds grotere werkloosheid. Een en ander werkte door in de algemene leefbaarheid van de regio. Na de Tweede Wereldoorlog vertrokken mensen omdat zij werk elders konden vinden, met name in de Randstad. Hierdoor is de gemiddelde leeftijd van de bevolking in dit gebied gestegen.
Om iets te doen aan de leefbaarheid van de regio Oldambt - Reiderland ontstond het plan een economische impuls aan dit gebied te geven door nabij Winschoten een groot meer aan te leggen met woonkavels. Het eerste idee daarvoor ontstond in 1988 bij het Scheemder districtshoofd van Staatsbosbeheer Wim Haasken. Geconfronteerd met braak (gronden)liggende landbouwgronden, waarvoor boeren een vergoeding kregen in het kader van de bestrijding van de EU-overschotten, vroeg hij zich af of er met het gebied niet meer gedaan kon worden voor de bevolking. De omstandigheden voor landbouw waren niet ideaal. Het was vroeger een hoogveengebied, dat later met de veenwinning was afgegraven ten behoeve van de turfwinning. Daardoor was het maaiveld lager komen te liggen dan het omliggende zandige Schiereiland van Winschoten. Zo was het Huningameer ontstaan, dat later met behulp van de verbeterde ontwateringstechnieken weer was drooggelegd. Het gebied was minder vruchtbaar dan de Dollardpolders en het was in de jaren 1970 en 1980 herverkaveld, in het kader waarvan er veel zand was opgebracht. Het enige wat volgens Haasken nodig was om er weer een meer van te maken, was de pompen stil zetten en een verbinding te maken met het Winschoterdiep. Een jaar later wist hij met bevriend architect en dorpsgenoot Jan Timmer het Groninger bestuur (met name gedeputeerde Gerard Beukema) warm te krijgen voor het plan grote aantallen hectares grond onder water te zetten voor een Oldambtmeer, dat in zijn ogen ook bosrijk moest zijn. Het meer zou zich tot over de grens met Duitsland moeten uitstrekken. Een dergelijk meer zou ook kansen bieden voor de watersport.
In 1991 werd het gebied door minister Hans Alders van VROM aangewezen als een van de zes Nederlandse gebieden waarvan de leefbaarheid moest worden aangepakt. In het kader daarvan moest er een ontwikkelingsplan komen. Er kwamen verschillende plannen om het gebied weer tot bloei te brengen. Haaskens en Timmers' plan voor een groot meer werd in Groningen echter financieel onhaalbaar geacht. In Duitsland was er geen animo voor. Door stedenbouwkundige bureaus werden verschillende zogenaamde 'verbeeldingsplannen' gemaakt. Een ervan was van het Groninger bureau Heeling Krop en Bekkering, dat Winschoten, Scheemda, Heiligerlee, Midwolda, Oostwold, Finsterwolde en Beerta wilde omvormen tot een aaneengesloten 'blauwe stad' rond een meer met een rondweg voor het openbaar vervoer. Ook dit plan werd veel te duur geacht, maar leverde wel veel steun op tijdens inspraakrondes in 1993-94. Het leidde eind 1994 tot de oprichting van de 'Stichting ter ontwikkeling van de Blauwe Stad', die verder wilde met dit idee.
Naast de aanleg van de vierstrooks A7 met verbindingen met heel Europa, leek dit de beste manier om de streek leefbaar te maken. De stichting stelde zich ten doel een plan te ontwikkelen dat "haalbaar, uitvoerbaar en wervend" zou zijn. Er werd gekozen voor het verbeeldingsplan van stedenbouwkundige Yap Hong Seng en bureau Hagenbeek Architecten. Het plan voor de Blauwe Stad wierp veel stof op. De New York Times kopte in maart 1993 "Dutch Do the Unthinkable: Sea Is Let In". Een groot stuk op de zee gewonnen land zou immers teruggegeven worden.
Het plan leverde matige steun op van de bevolking, die weinig zag in het onder water zetten van land. Tegelijk zag men geen alternatieven voor de ontwikkeling van het gebied.  Het verzet tegen het plan was dan ook niet groot. De grond was minder vruchtbaar dan op de kleigebieden en de bedrijven waren er met gemiddeld 50 hectare relatief klein. Veel boeren hadden zowel grond in het gebied als erbuiten, waarvoor een ander bouwplan gold. Daardoor moesten ze in feite twee bedrijven runnen. Projectmanager Jan Kleine van gedeputeerde Beukema speelde handig in op het gebrek aan alternatieven. Hij schreef in het uiteindelijke Blauwe Stad-plan dat het plan "tegen de schenen van de ‘autonome ontwikkeling’ schopt"..."de verbeelding [vormt] van het in eigen handen nemen van de toekomst" en "daarmee ook een symbool van het vechten tegen achterstand, tegen uitsluiting, tegen gelatenheid [vormt]."
Zelfs NCPN-prominenten als Koert Stek konden zich vinden in het plan, omdat  400 à 500 vaste banen in het vooruitzicht werden gesteld. Er bleef wel veel kritiek met betrekking tot de haalbaarheid. Halverwege 1997 werd het Blauwe Stadplan goedgekeurd door de drie betrokken gemeenten Winschoten, Scheemda en Reiderland en de Groninger Provinciale Staten.
Hierbij speelde mee dat er ruimtelijke opgaven lagen voor 400 hectare aan te leggen natuurgebied (in het kader van de realisatie van de ecologische hoofdstructuur van Nederland), 200 hectare huizenbouw en 150 hectare bosbouw, met daarnaast toekomstige opgaven voor waterberging en aan te leggen infrastructuur. Dit alles kon in het Blauwe Stadplan worden samengevoegd, in plaats van verspreid over allerlei deelplannen in de regio, wat nadelig zou kunnen uitpakken voor de boeren.

### Uitvoering
In de daaropvolgende zeven jaar werden de planologische procedures doorlopen, contracten opgesteld met private partners en de gronden verworven. 52 boeren en 53 andere bewoners moesten verhuizen. Op 12 mei 2004 werd het project gestart. Onderdeel van het plan vormde het realiseren van 1480 dure woningen op 'ruime' kavels. Deze kavels werden bouwrijp gemaakt en er werden wegen, bruggen en nutsvoorzieningen aangelegd.
Tijdens gesprekken met de Commissie-Alders (2009) uitte Auke ten Hoeve, wethouder ad interim bij de gemeente Reiderland en tevens lid ad interim van de Raad van Commissarissen Blauwestad, stevige kritiek op deze gang van zaken en daarmee op zijn voorgangers. De essentie is, dat door deze handelswijze alle kavels ineens in ontwikkeling waren genomen, in plaats van vlekgewijs te werken en pas met de volgende vlek te beginnen als de vorige nagenoeg vol is. Daarmee werd naar het oordeel van velen de vinger gelegd op de zere plek.
De commissie-Alders nam zijn advies over om het woonplan-Blauwestad niet geïsoleerd te zien, maar samenhangend met de bestaande omgeving te ontwikkelen, en af te stemmen op de noodzakelijke ingrepen op de al bestaande woningmarkt ten gevolge van de bevolkingskrimp. Ook zou de verkooporganisatie niet alleen ingezet moeten worden voor de verkoop en marketing van de kavels in Blauwestad, maar binnen het gehele gebied. Kort daarna stelde op initiatief van deze wethouder, en afgestemd met de andere gemeente, de gemeenteraad van Reiderland de structuurvisie vast waarin het conglomeraat Beerta-Blauwestad-Finsterwolde werd genoemd. Daarmee werd de aanzet gegeven om dit gebied samenhangend te ontwikkelen. Hierbij werd voortgeborduurd op de visies van de bestaande dorpen, opgesteld door de bewoners zelf.
Voor de vraag op welke doelgroepen het project moest worden gericht werd de Rijksuniversiteit Groningen benaderd, waar vijftig studenten tot de conclusie kwamen dat er drie doelgroepen waren die zich aangetrokken zouden kunnen voelen tot de Blauwestad; 'carrièregerichte koppels zonder kinderen' (28-35 jaar), 'gezinnen met kinderen' (35-55 jaar) en '55-plussers'. Van deze categorieën zou, voor wat betreft de Blauwestad, de helft naar verwachting afkomstig zijn uit Noord-Nederland en de helft uit de rest van het land. In 2010 en 2011 is vastgesteld, dat weliswaar ouderen het gebied verlaten en zich vestigen in Winschoten, maar dat meer jonge en startende gezinnen in het gebied zijn komen wonen. Aanvankelijk nam het aantal kinderen voor basisscholen af, maar na 2009 nam dit weer toe. Daarmee daalt de gemiddelde leeftijd in dit gebied.
In de media ontstond echter het beeld dat het project vooral was gericht op oudere rijke westerlingen. Inmiddels blijkt, dat de aanwezigheid van woongebieden zoals de Blauwestad in deze provincie bijdraagt aan het aantrekken van bedrijven, zoals in de Eemshaven. Ter aansluiting op de omgeving werd onder andere het verkeersknooppunt Blauwe Roos aangelegd, geopend in 2010.
Op 12 mei 2005 draaide koningin Beatrix de kraan open, waardoor het water in het nieuwe Oldambtmeer kon stromen. Het weekend daarvoor grepen duizenden mensen aan om voor het laatst te wandelen over de toekomstige meerbodem. Het nieuwe meer is in grootte vergelijkbaar met het Sneekermeer. Voor ruim honderd miljoen euro (105 miljoen van de provincie, 10 miljoen van de betrokken gemeenten, 15 miljoen project-ondersteunende subsidie van de Rijksoverheid en los daarvan ook EU-subsidies) werd het gebied dat ooit de "graanrepubliek van Nederland" werd genoemd, omgetoverd in een honderden hectares groot waterland.
De Blauwe stad lag de eerste jaren nog verspreid over drie gemeenten, maar onder druk van de provincie Groningen gingen per 1 januari 2010 de gemeenten Winschoten, Scheemda en Reiderland op in de nieuwe gemeente Oldambt met ongeveer 39.000 inwoners.

### Problemen
In december 2006 was het meer vol met water  gelopen en werd de eerste woning opgeleverd van de 1480 die er in 10 jaar zouden moeten verschijnen, volgens plan elk jaar 150. Dit bleek een misvatting. De huizenmarkt liep terug en nieuwe bewoners kwamen maar mondjesmaat naar het gebied. Volgens wethouder Bé Zwiers kwam dit mede doordat architect Timmer te veel eisen stelde aan de nieuwe inwoners. Alles moest passen binnen het beeldkwaliteitsplan, waardoor verschillende bouwaanvragen meerdere malen werden teruggestuurd ter verbetering. Zo'n 35 tot 40 potentiële kopers (ongeveer 15%) zouden daardoor ontmoedigd zijn. Bij het teruglopen van de huizenverkoop werden de eisen versoepeld. Na een bescheiden start werden de jaren erna nauwelijks woningen verkocht, in 2008 8 huizen en in 2009 zelfs maar 4. Eind 2009 was de teller op ongeveer 180 huizen blijven steken, waarvan 30% door 'import' was gekocht. Er waren wel veel opties op kavels. Er leek dus wel interesse te zijn om daar te gaan wonen. Deze opties omzetten in een koopovereenkomst werd bemoeilijkt door de ontstane malaise op de woningmarkt in Nederland. De optiehouders konden hun oude woning (nog) niet kwijt. De Blauwestad-organisatie ging hiermee soepel om.
In november 2009 bleek dat Oost- en Noordoost-Groningen kampten met ernstige krimp van de aantallen inwoners en huishoudens, waarbij niet alleen sprake was van vergrijzing, maar ook van ontgroening. Volgens een rapport van het Topteam Krimp, dat het kabinet destijds adviseerde, zou de bevolking in Noordoost-Groningen tot 2025 krimpen met 16 procent en in Oost-Groningen met 9 procent. De vooruitzichten voor woningbouw waren dus slecht. Daarbij was de beeldvorming rond het project in de media niet positief, wat de bewoners in december 2008 ertoe aanzette om zelf hun project te promoten in een paginagrote advertentie in het Dagblad van het Noorden.
Ook het woongenot had te lijden onder onvoorziene tegenslagen. Volgens de provinciale bestrijdingsdienst leefden er in 2009 meer muskusratten dan mensen in Blauwestad. Eerder waren er klachten over een muggenplaag, veroorzaakt door de veranderingen in het waterbeheer.
De slechte huizenverkoop had ook zijn weerslag op de projectorganisatie. Deze omvatte aanvankelijk de drie gemeenten (later samen de gemeente Oldambt), de provincie Groningen en de drie bouwbedrijven Koop Tjuchem, Ballast Nedam en BAM. In november 2007 hadden BAM en Ballast Nedam genoeg van de financiële onzekerheden en ze stapten uit het samenwerkingsverband. In november 2009 beëindigden de provincie en de gemeenten ook de samenwerking met de laatst overgebleven projectontwikkelaar Geveke, de opvolger van Koop Tjuchem, waardoor alleen de provincie (die het leeuwendeel van de kosten draagt) en de gemeente Oldambt overbleven. Het bedoeling was - op advies van Blauwe Stadcommissielid Alders - om kleinere ontwikkelaars aan te trekken. De provincie nam daarbij een schuld van 29 miljoen op zich, waar later nog 20 miljoen bij kwam. In mei 2010 werden voormalig Blauwestad-directeur Jan Postema en notariskantoor Plas en Bossinade door het radioprogramma Argos op basis van gelekte documenten van Provinciale Staten van Groningen in verband gebracht met bouwfraude rond grondaankopen. Provinciale Staten zagen echter geen grond voor een strafrechtelijk onderzoek tegen Postema of de notarissen.

### Onderzoek besluitvorming
In juli 2010 kwam het eindrapport uit van het onderzoek van de Noordelijke Rekenkamer naar de besluitvorming bij het project Blauwestad. Men kwam tot de conclusie dat het project nooit kansrijk is geweest, dat er geen goede financiële onderbouwing was en dat risico’s werden toegedekt. De  provincie had bovendien voor de publiek-private samenwerking een ondoelmatige opzet gekozen, waarbij Gedeputeerde Staten zich schuldig hebben gemaakt aan "wensdenken", eenzijdige keuzes maakten  en de nadruk te veel op de positieve kanten legden. Provinciale Staten kregen te weinig informatie om verantwoorde besluiten over Blauwestad te kunnen nemen. Ten slotte, zo  zegt de Rekenkamer, heeft het project niet geleid tot de beoogde resultaten en positieve neveneffecten.
De provincie onderschreef de conclusies in grote lijnen, maar bestreed het laatstgenoemde punt, omdat zij wel degelijk positieve effecten voor de regio heeft waargenomen. Bij het maken en het vaststellen van de plannen, is men ervan uitgegaan dat de lokale en regionale economie pas op gang komt, als ook de woningen gereed zijn. Op basis van een onderzoek (in opdracht van de drie gemeenten) in 2009 bleek, dat de economie op gang was gekomen door alleen al de aanleg van het meer en de natuur, terwijl de woningbouw nog nauwelijks op gang was gekomen.
De nieuw aangelegde haven bij Midwolda werd een succes. Toerisme en recreatie leverden een impuls op voor de horeca en recreatiebedrijven in verschillende dorpen. Bij de gemeente Reiderland meldden zich in de periode 2008-2010 investeerders (ook van buitenaf) aan voor diverse nieuwe ondernemersactiviteiten.
Het Oldambtmeer werd in april 2009 verbonden met varend Nederland en via de Dollard met Duitsland. In november 2009 werd als onderdeel van een toeristische route een fietspontje in gebruik genomen en in 2011 is men begonnen met de Noordelijke vaarverbinding vanaf Midwolda. Daarmee kunnen vaarrecreanten, net als in Friesland, ook in Groningen een "rondje provincie" maken. Rondom het meer was in die tijd ook al een flink aantal bedrijven ontstaan, gericht op het meer. Ook wordt geconstateerd, dat activiteiten in de Blauwestad en in het kuuroord Bad Nieuweschans (met een heilbron) elkaar versterken. Ook is er een wisselwerking met het project ‘Grensland, Vestingland’, waarbij Bad Nieuweschans en Bourtange samenwerken als vestingen uit de begin van de Tachtigjarige Oorlog.
De Rekenkamer ging volgens critici ook voorbij aan een wezenlijk aspect. In de periferie bestaat een andere dynamiek dan in de Randstad. Hierdoor wordt er met andere verdienmodellen gewerkt. De doorlooptijd is in de periferie langer. In Noord-Oost-Groningen gaat het om een langlopend en open proces, waarbij stevige impulsen worden gegeven op basis van een stip op de horizon en zonder exact te weten wat uiteindelijk de uitkomsten zullen zijn. Daarmee was Blauwestad een soortgelijk project als de Eemshaven. Ook die heeft lang braak gelegen, maar komt na 30 jaar op gang. Er zijn wel prognoses, maar geen harde planningen. Wat wel heeft ontbroken, is het werken op basis van meerdere scenario’s om beter in te spelen op onverwachte ontwikkelingen. Daarop had deze rekenkamer niet de vinger gelegd. Daarmee nam de kritiek op het rapport verder toe.

### Nieuwe plannen
Omdat van de huizenbouw weinig te verwachten viel, besloot de gemeente Oldambt een nieuwe visie op te stellen voor het gebied. Een probleem daarbij was dat alle voorzieningen voor de huizen reeds waren aangelegd, zodat nutsbedrijven zich afvroegen wanneer ze hun investeringen terug zouden zien. Een heel gebied opofferen voor een ander doel (zoals bij Meerstad wel kan) was dus niet zomaar mogelijk. Er werden daarop begin 2010 een aantal voorstellen gelanceerd waarop de bevolking haar visie kon geven, zoals de aanleg van een golfterrein, een drijvend restaurant, een ziekenhuis, wooncomplex voor bejaarden of sociale woningbouw.
In juni 2010 werd daarop de nieuwe visie gepresenteerd. De verwachte behoefte aan nieuwe woningen werd bijgesteld van 150 huizen per jaar naar 150 à 200 huizen per 5 tot 10 jaar ofwel 30 per jaar over een looptijd van 40 jaar. Delen van het plan werden voorlopig geschrapt. Drie woongebieden zullen worden omgezet naar natuurontwikkeling- en recreatiegebieden. Het nog altijd onbebouwde gebied 'Het Dorp' in het centrum van het geplande dorp Blauwestad werd in de plannen vervangen door 'Het Havenkwartier', een "kloppend hart" waar horecavoorzieningen, een terras aan het water en een "hoogwaardig" vakantiepark moeten verrijzen en waar een groot evenemententerrein moet komen. Men ging zich  richten op wat mogelijk sterk kon worden.
Voor het verbeteren van de infrastructuurverbindingen moesten een fietsbrug over de A7 en het Winschoterdiep worden gebouwd, een noordelijke vaarverbinding worden aangelegd en de vaarverbinding naar Winschoten worden verbeterd. Om potentiële bewoners beter te begeleiden heeft de gemeente Oldambt een ambtelijk begeleidingsteam opgezet. Het beeldkwaliteitsplan bleef in deze visie echter wel gehandhaafd, ook omdat het project niet mag concurreren met omliggende dorpen en de bestaande en nieuwe woongebieden daarmee complementair zijn.

### Verdere bijstelling plannen
In januari 2013 werden de plannen voor Blauwestad verder bijgesteld. De grondprijzen zijn daarbij met 20 procent verlaagd. Omdat er nog steeds weinig woningen verkocht werden, koos de provincie bovendien voor een lager tempo en uiteindelijk minder woningen. Waar in 2010 nog was uitgegaan van 1.480 woningen, werd dit aantal nu teruggebracht naar 1.247 woningen, te bouwen tot het jaar 2051. Deze aanpassingen hebben de provincie tussen de 25,3 tot 29 miljoen euro gekost. Sinds de hernieuwde plannen in 2010 zijn in Blauwestad negen kavels verkocht, waarmee het totaal aantal verkochte kavels begin 2013 op 194 stond.
In 2016 werd in Blauwestad gedurende een periode een tijdelijke opvang voor asielzoekers gevestigd.

### Hernieuwde opleving van Blauwestad

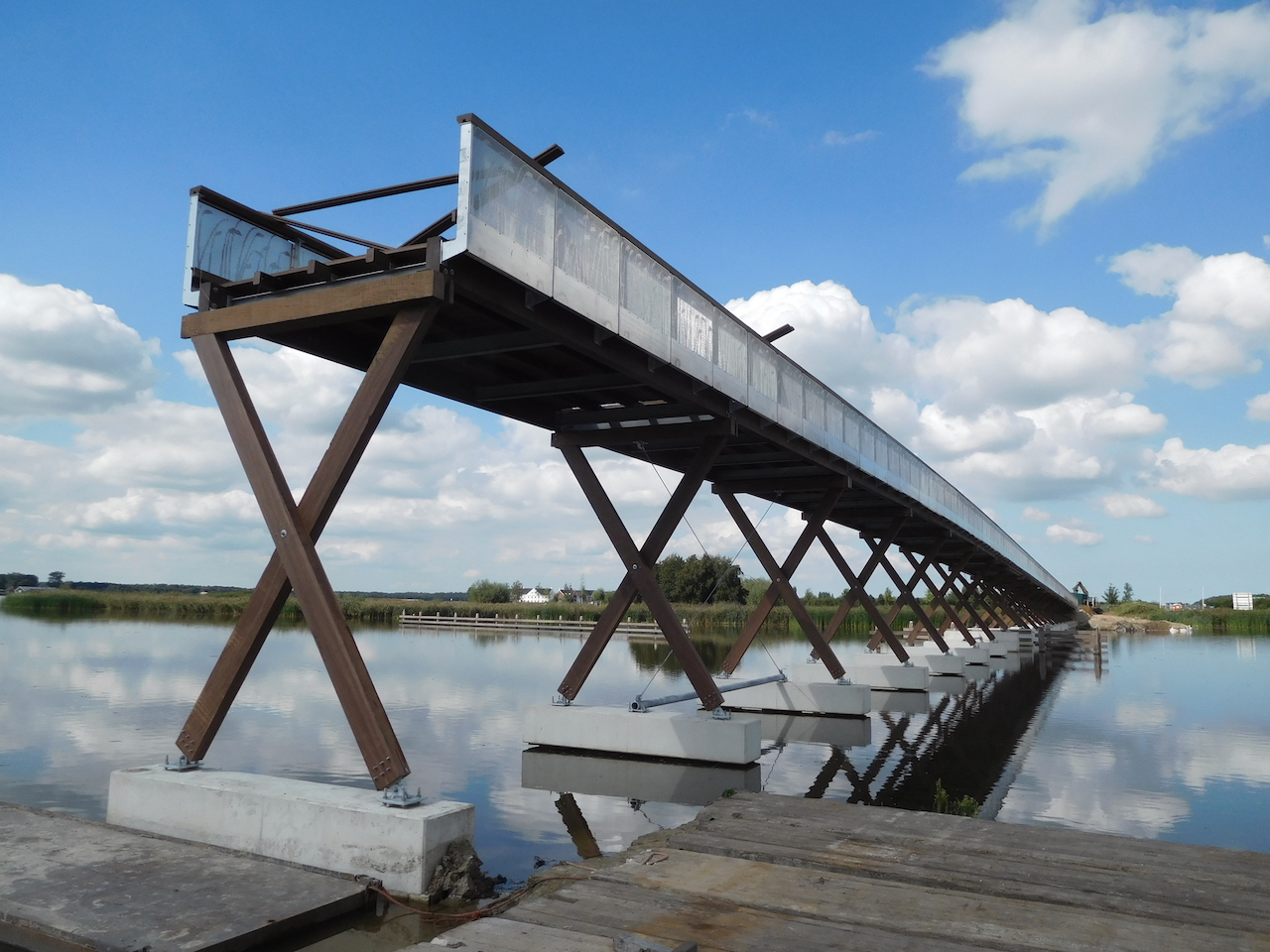
Pieter Smitbrug

In 2013 werd 1 kavel verkocht, in 2014 geen enkele en in 2015 3 kavels. Sindsdien zit het project echter weer in de lift. In 2016 werden 33 kavels verkocht en in 2017 een aantal van 66. In 2018 werden circa 80 kavels verkocht, in 2019 53  en in 2020 68. Het aantal verkochte kavels schommelt na 2015 dus rond de 60. Naast de aantrekkende woningmarkt heeft ook de inzet van meer goedkopere woningen onder de slagzin 'iedereen kan wonen in Blauwestad' hieraan bijgedragen. Sinds 2016 wordt er vooral gebouwd aan de woonbuurt Havenkwartier.
In 2019 waren er 338 woningen gebouwd/vergund. In 2020 en 2021 nam het aantal verkochte kavels sneller toe dan verwacht. In 2021 zijn er 154 kavels verkocht, een record in de geschiedenis van het project.
Door de coronacrisis is de kavelverkoop in Blauwestad in het voorjaar van 2020 in een stroomversnelling gekomen. In het eerste halfjaar van 2020 zijn al circa 45 vergunningen verleend en vele kavels in optie genomen.
Met de teller op maar liefst 154 zijn er in 2021 meer kavels verkocht dan ooit tevoren in Blauwestad.
Sinds 1 februari 2021 is Blauwestad met Winschoten verbonden door de Blauweloper, die Pieter Smitbrug is gedoopt, naar de overleden burgemeester Pieter Smit van Oldambt. De brug is met 800 meter de langste voet-fietsbrug van Europa.
In 2022 woonden er al 1066 in Blauwestad. De provincie Groningen meldt dat er over 2022 meer dan 100 kavels zijn verkocht.

### Kavelverkoopcijfers
- 2013 - 1
- 2014 - 0
- 2015 - 3
- 2016 - 33
- 2017 - 66
- 2018 - 80
- 2019 - 53
- 2020 - 68
- 2021 - 154
- 2022 - 123
- 2023 - 28